# Макароне (Потенца)
Макароне (итал. Maccarrone) је насеље у Италији у округу Потенца, региону Базиликата.
Према процени из 2011. у насељу је живело 33 становника. Насеље се налази на надморској висини од 662 м.